# Izumo (lớp tàu khu trục trực thăng)
Tàu khu trục trực thăng lớp Izumo (いずも型護衛艦 (Izumo hình hộ vệ hạm) Izumo-gata-goei-kan) hay còn được biết dưới tên gọi dự án 22DDH là một lớp tàu khu trục mang máy bay trực thăng (DDH) thuộc Lực lượng Phòng vệ trên biển Nhật Bản (JMSDF). Lớp Izumo được chế tạo nhằm thay thế các tàu khu trục lớp Shirane, 2 tàu thuộc lớp này đã được loại biên vào năm tài khóa 2014.. Các tàu lớp Izumo có cấu trúc thân tàu, trọng tải, nhiệm vụ gần giống với các tàu đổ bộ  của hải quân các nước khác và thậm chí là cả tàu sân bay hạng nhẹ.
Cả hai tàu được đặt tên dựa trên tên tỉnh cũ của Nhật. Izumo được đặt theo tên của tỉnh Izumo (出雲国 Izumo no kuni) (nay là tỉnh Shimane) còn Kaga được đặt theo tên tỉnh Kaga (加賀国 Kaga no kuni) (nay là tỉnh Ishikawa). Ngoài ra, Izumo và Kaga còn là tên của các chiến hạm thuộc Hải quân Đế quốc Nhật Bản thời Chiến tranh thế giới thứ hai.

## Tổng quan

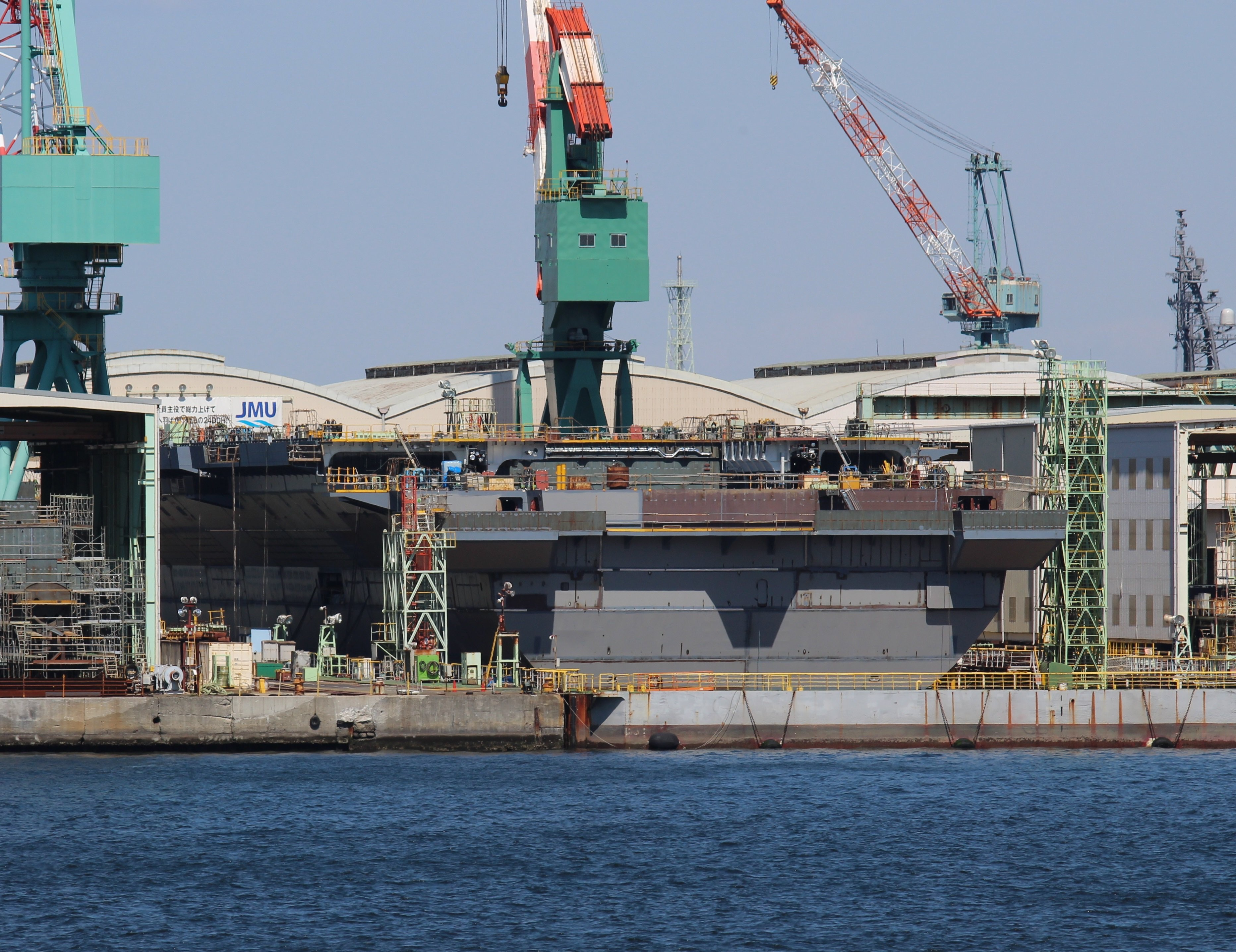
JS Kaga (DDH-184) trong quá trình đóng mới tại Nhà máy đóng tàu Yokohama

So với các tàu khu trục trực thăng lớp Hyuga được chế tạo trước đó, mặc dù trọng tải và chức năng của lớp Izumo đã tăng lên, nhưng để tiết kiệm ngân sách, khả năng trinh sát và tự vệ của lớp Izumo đã được đơn giản hóa. Hệ thống điều khiển hỏa lực FCS-3 giữ lại radar OPS-50 để tìm kiếm trên không và hệ phóng thẳng đứng Mk-41 mod 22 bị loại bỏ; sonar OQQ-21 được thay thế bằng loại OQQ-23 hiện đại hơn.
Các tàu lớp Izumo có lượng giãn nước đầy tải  lên đến 26.000 tấn, Izumo hiện là lớp tàu lớn nhất của JMSDF, quy mô của nó vượt qua cả tàu sân bay lớp Hiryu do  Hải quân Đế quốc Nhật Bản vận hành trong Chiến tranh thế giới thứ hai. .
So với các tàu tương tự, kích thước của lớp Izumo có thể so sánh với tàu sân bay hạng nhẹ lớp Cavour của Hải quân Ý, tàu sân bay hạng nhẹ lớp Juan Carlos I của Hải quân Tây Ban Nha và tàu đổ bộ lớp Canberra của Hải quân Hoàng gia Úc.
Các tàu này có thể được sử dụng cho nhiều mục đích, bao gồm tác chiến chống tàu ngầm, hoạt động chỉ huy và kiểm soát, hoạt động cứu trợ nhân đạo và cứu trợ thảm họa, cũng như bảo vệ lãnh thổ Nhật Bản ở Biển Hoa Đông.
Tập đoàn Hàng hải thống nhất Nhật Bản, được thành lập bởi sự hợp nhất của hai công ty Universal Shipbuilding và IHI Marine United, là đơn vị đảm nhận việc phát triển dự án 22DDH. Việc chế tạo tàu khu trục lớp Izumo được Bộ Quốc phòng Nhật Bản (MOD) lên kế hoạch vào tháng 11 năm 2009. MOD đã được duyệt ngân sách 118,1 tỷ Yên cho năm tài chính 2010 để chế tạo chiếc đầu tiên của lớp Izumo.
Việc đóng mới JS Izumo (DDH-183) được bắt đầu vào năm 2011 tại Nhà máy đóng tàu Yokohama. Thân tàu của nó được đặt đóng vào tháng 1 năm 2012 và được hạ thủy tháng 8 năm 2013. Tàu chính thức đưa vào hoạt động vào tháng 3 năm 2015, đóng quân tại Căn cứ hải quân Yokosuka. Chi phí đóng mới JS Izumo (DDH-183) lên tới khoảng 120 tỷ JPY (1,01 tỷ USD).
Thân tàu thứ hai trong lớp được đặt đóng vào tháng 10 năm 2013 và được hạ thủy vào tháng 8 năm 2015.. Quá trình vận hành diễn ra vào tháng 3 năm 2017.
Tàu khu trục lớp Izumo có chiều dài 248m, rộng 38m, mớn nước 7,5m. Lượng choán nước của nó là 19.500 tấn khi rỗng và 27.000 tấn khi đầy tải.Thủy thủ đoàn của tàu (gồm cả kíp lái máy bay, kíp kỹ thuật) được biên chế 470 người . Một hành trình trên biển thực hiện nhiệm vụ mất khoảng 2 đến 3 tuần lễ. Các tàu lớp Izumo mang đủ nhu yếu phẩm cho thủy thủ đoàn trong 45 ngày giữa các đợt tiếp tế.

## Thiết kế

### Thân tàu

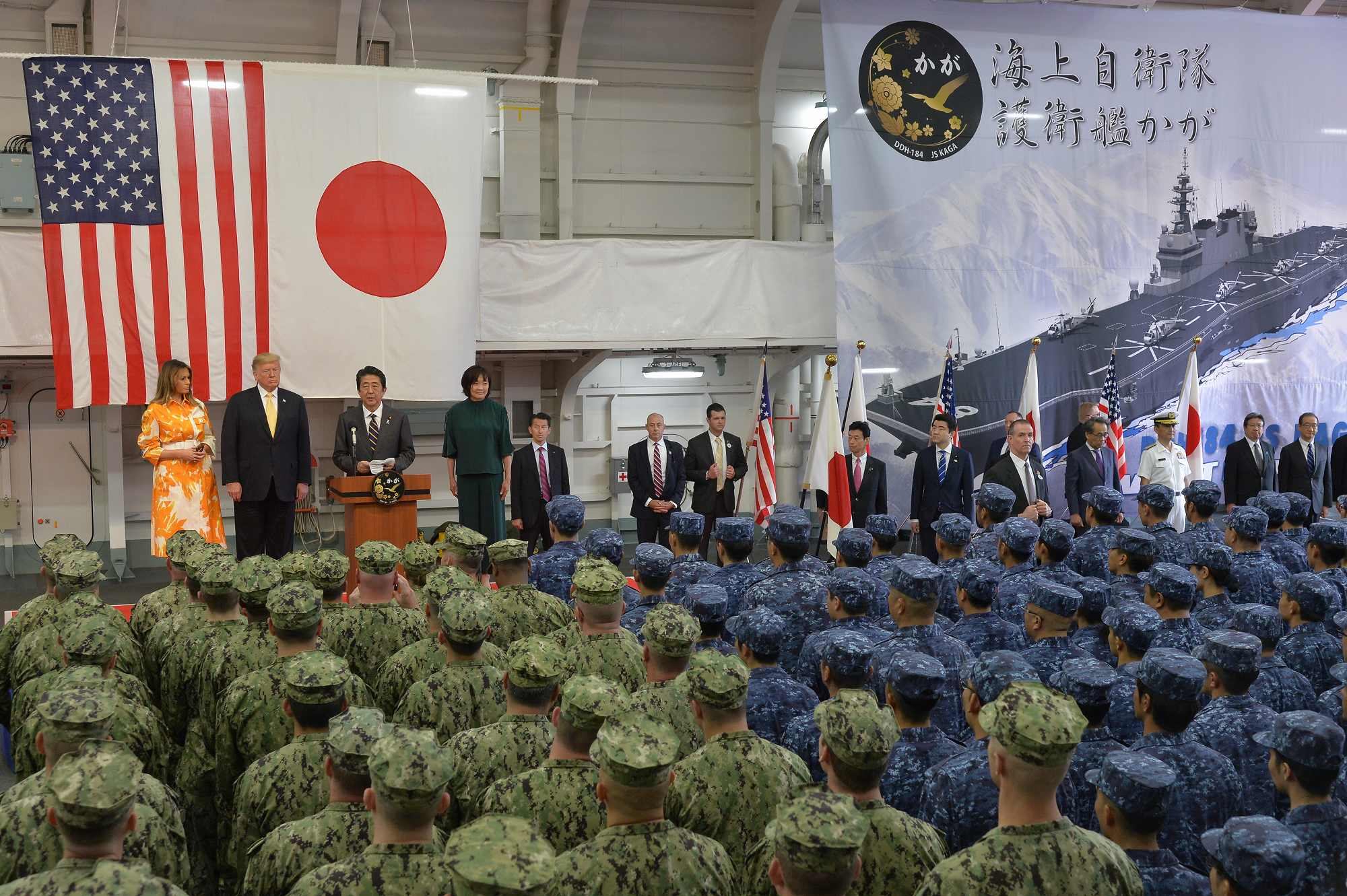
Thủ tướng Shinzo Abe và Tổng thống Donald Trump phát biểu trước các binh sĩ Mỹ - Nhật trong khu vực nhà chứa máy bay của tàu JS Kaga (DDH-184), Yokosuka, ngày 28 tháng 5 năm 2019.

Cấu trúc thượng tầng bao gồm 5 lớp và được thiết kế dạo đảo. Hai ống khói cũng được tích hợp với cấu trúc thượng tầng. Giữa hai ống khói có một thiết bị chuyển nhiên liệu để thực hiện tiếp liệu cho các tàu khác trên biển. Ở phía sau là phòng kiểm soát không lưu có thể nhìn toàn cảnh sàn đáp .
Mặt boong phía trên là khu vực phóng máy bay có chiều dài 245 m và rộng 38 m, rộng gấp 1,5 lần so với tàu Hyuga. Trên đường băng được bố trí 5 vị trí đảm bảo cho 5 máy bay trực thăng có thể hoạt động đồng thời. Trên tàu có 2 thang máy chính để vận chuyển máy bay trực thăng lên xuống đường băng, được vận hành bằng hệ thống điểu khiển điện - thủy lực. Ngoài ra còn có 3 thang máy phụ dùng để vận chuyển các loại vũ khí. Boong thứ hai bao gồm các phòng họp, khu sinh hoạt của sĩ quan và một cơ sở y tế tương đương với một bệnh viện dã chiến cấp sư đoàn hoặc quân đoàn. Từ boong thứ ba đến boong thứ năm là nhà chứa máy bay, khoang này có thể chứa tối đa 14 máy bay trực thăng. Đội máy bay tiêu chuẩn của tàu thường là 7 trực thăng săn ngầm SH-60K và 2 trực thăng quét mìn MCH-101, trong một số nhiệm vụ các máy bay vận tải CH-47 của Lực lượng Phòng vệ mặt đất Nhật Bản (JGSDF) cũng có thể được trang bị trên tàu. Ngoài ra, trong khoang này còn được bố trí một kho hậu cần kỹ thuật với đầy đủ các trang thiết bị bảo quản, bảo dưỡng, sửa chữa, phụ tùng, nhiên liệu dự trữ và các loại vũ khí chống ngầm và chống hạm dùng cho máy bay trực thăng.
Boong thứ 6 được coi là boong thoát hiểm, bao gồm phòng ăn, khu vực sinh hoạt của thủy thủ đoàn, phòng máy, v.v. Các khoang của thủy thủ đoàn có thể so sánh được với các khoang hành khách của các tàu du lịch về mức độ thoải mái. Trong khu vực phòng ở của thủy thủ đoàn có các gường tầng nhỏ được lắp thành các block có 6 gường, các block được ngăn bằng các vách ngăn mỏng. Có tất cả 3 phòng bếp trên tàu, hoạt động 24/7 để phục vụ cho 2 ca làm việc kéo dài 12 tiếng mỗi ngày. Phòng ăn cũng như đồ ăn của sĩ quan được chuẩn bị riêng. Lớp sàn của tàu được thiết kế không gian thân thiện với thủy thủ đoàn, cách sắp xếp ngăn nắp và không gian làm việc rộng mở cho phép việc đi lại dễ dàng từ đầu tàu tới cuối tàu. Lối đi được thiết kế chống trượt, rộng rãi, trang bị các đèn LED chiếu sáng thấp dùng cho các hoạt động về đêm, và bố trí cẩn thận, hợp lý các thanh cầm tay. Thuyền viên có thể đi lại trên tàu một cách an toàn dù là ngày hay đêm, thậm chí trong cả điều kiện thời tiết bất lợi.
Boong thứ 8 là khu vực đáy tàu, vỏ tàu có kết cấu 2 lớp. Ngoài ra, phần thân tàu phía dưới nước còn được trang bị 1 bộ vây ổn định nhằm làm tăng độ ổn định cho tàu trong điều kiện di chuyển tốc độ cao.

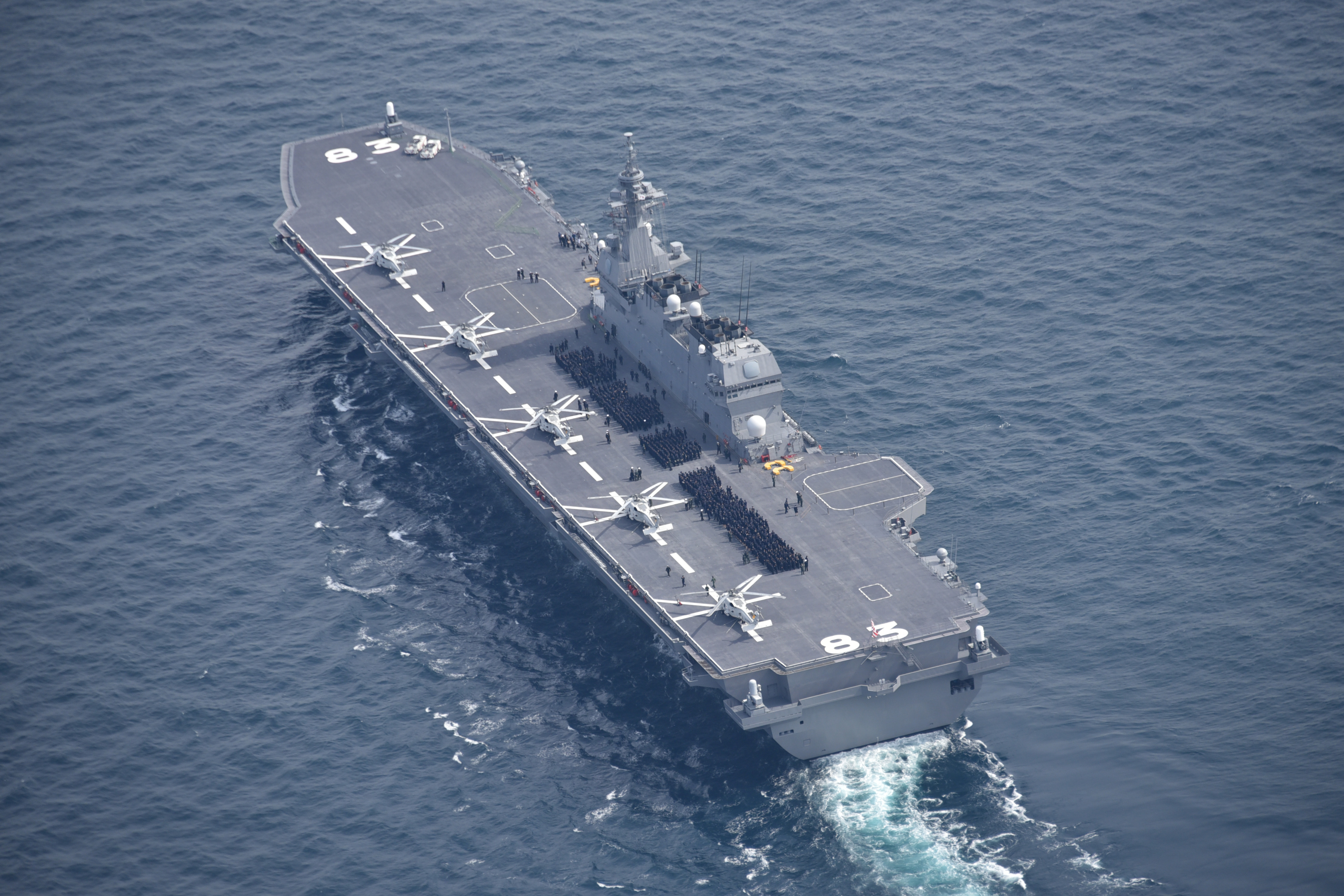
Đội hình 5 máy bay trực thăng chống SH-60K trên đường băng của tàu DDH-183 JS Izumo
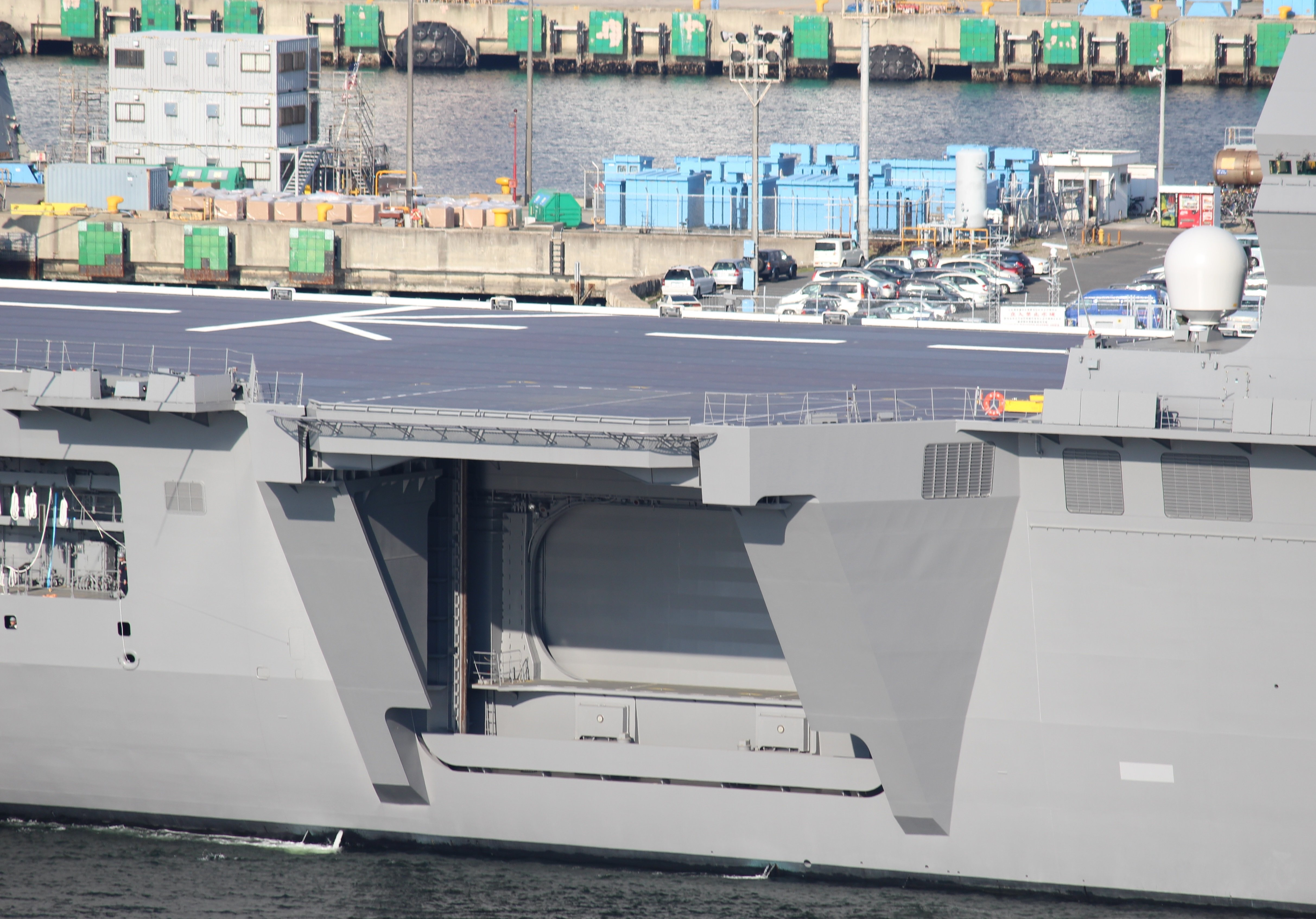
Thang máy chính để vận chuyển máy bay trên tàu DDH-183 JS Izumo
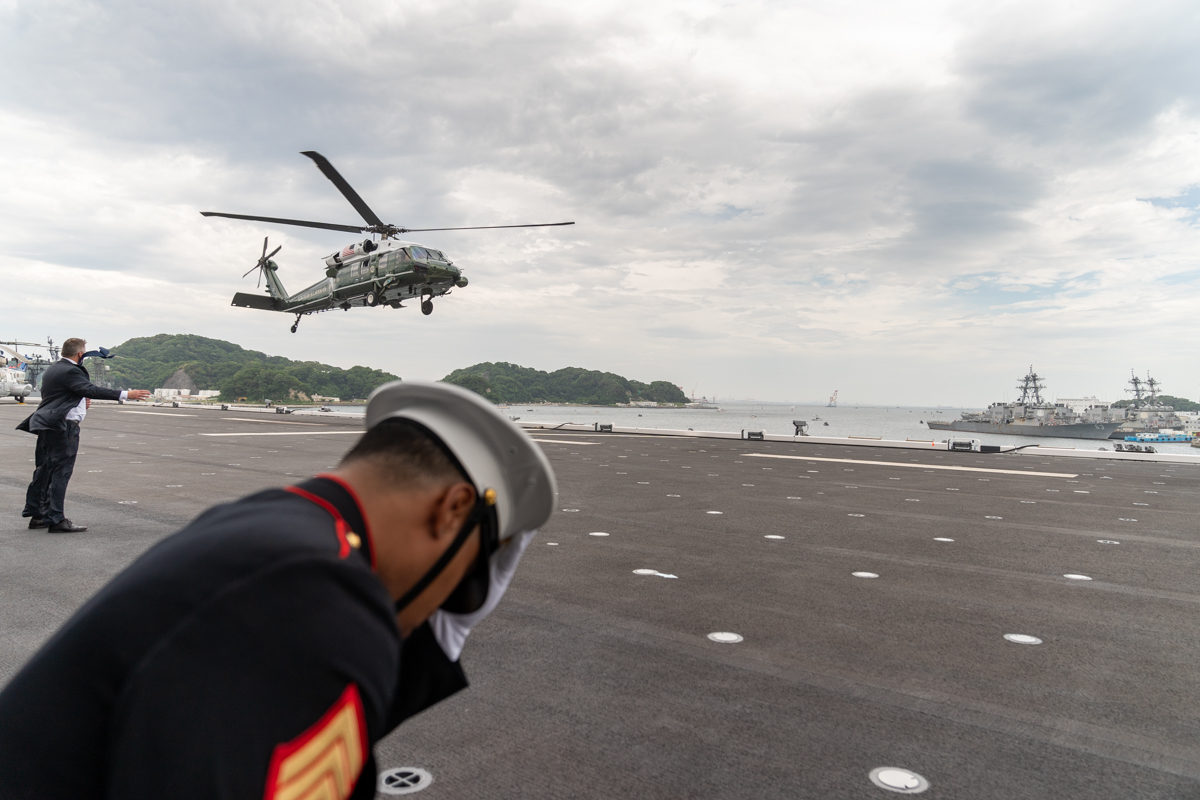
Trực thăng VH-60N White Hawk chở Tổng thống Donald Trump hạ cánh xuống tàu JS Kaga, Yokosuka, ngày 28 tháng 5 năm 2019
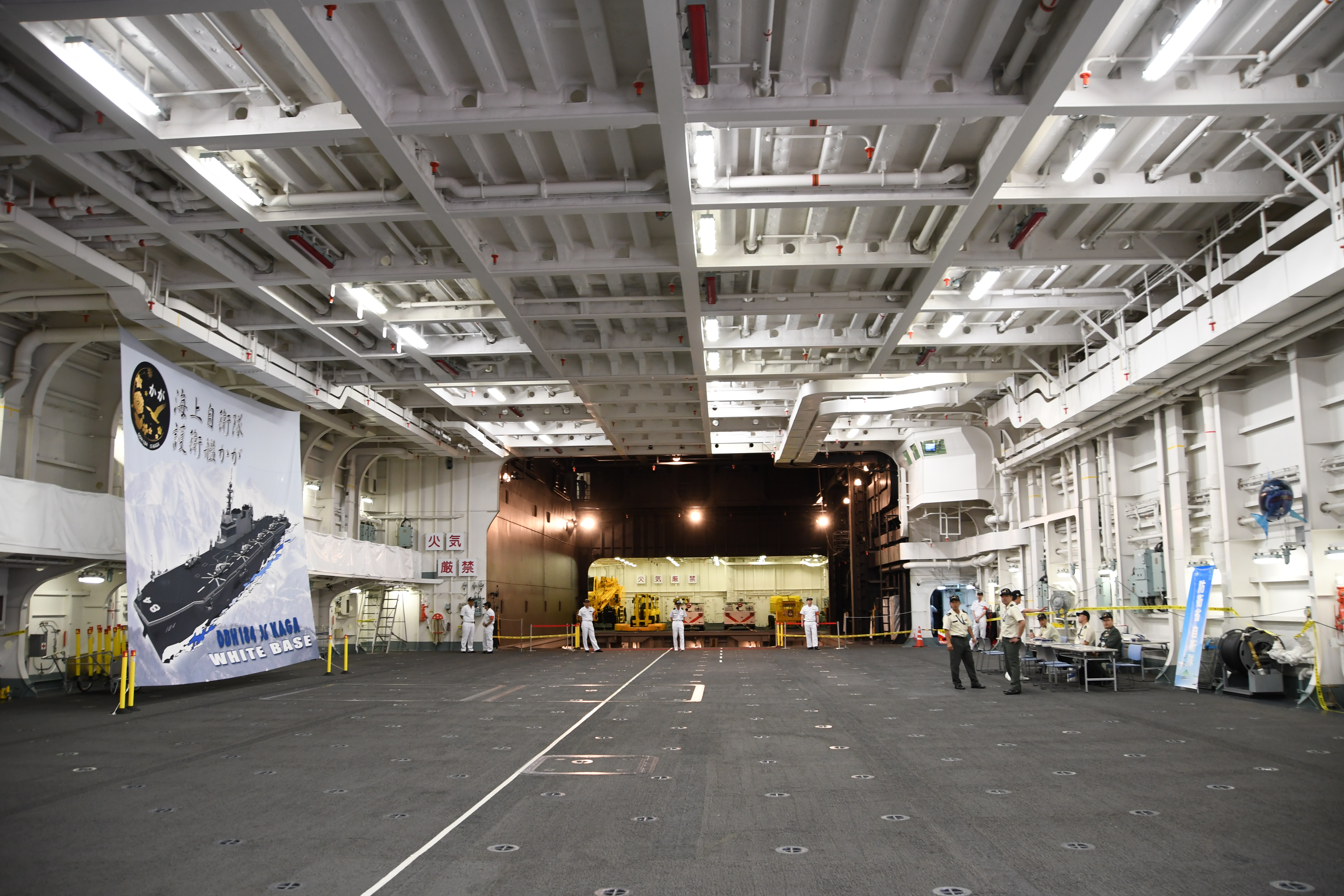
Nhà chứa máy bay của tàu DDH-184 JS Kaga

### Hệ thống động lực

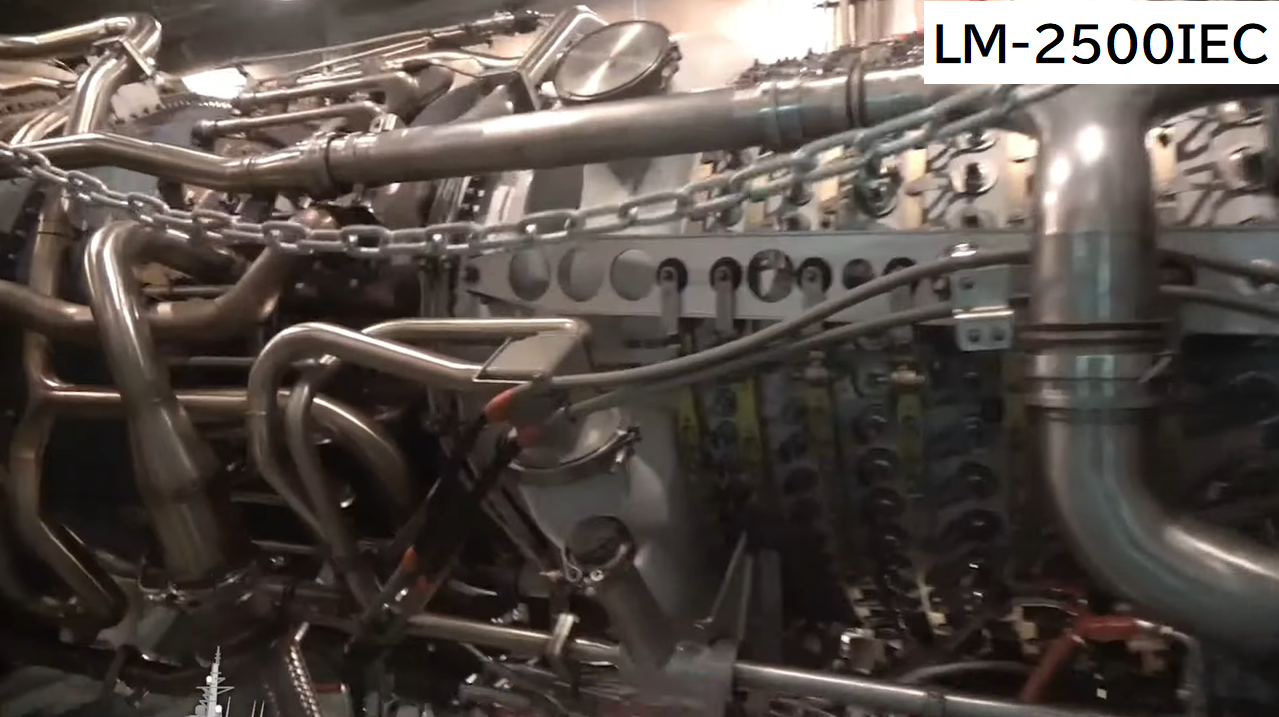
Động cơ tuabin khí LM2500IEC của JDS Maya (DDG-179)

Động cơ chính của tàu là hệ thống động lực kết hợp tuabin khí COGAG (tức là kiểu hệ thống động cơ kết hợp 2 tuabin khí để quay một chân vịt), trong đó bao gồm: 4 động cơ tuabin khí LM2500IEC do GE Marine Solutions sản xuất có có công suất 28.000 mã lực, tương tự như hệ thống động lực của tàu khu trục lớp Hyuga, và 4 máy phát điện tuabin khí General Electric LM500-G07 công suất 3.400 kW do Kawasaki Heavy Industries sán xuất.
Các động cơ này kết nối với nhau cung cấp công suất đầu ra tổng cộng 112.000 mã lực. Sự kết hợp này giúp tiết kiệm nhiên liệu, giảm tối đa tiếng ồn khi hoạt động, đồng thời, giảm chi phí, kéo dài thời gian giữa 2 lần bảo dưỡng. 4 động cơ tuabin khí của tàu có khả năng chuyển từ trạng thái nguội sang trạng thái công suất cực đại trong vòng 15 phút. Ngoài ra, tàu còn được lắp đặt bộ tản nhiệt tiên tiến giúp giảm đối đa bức xạ hồng ngoại khi hoạt động, nâng cao khả năng tránh các biện pháp dò tìm bằng hồng ngoại của đối phương. Hệ thống động lực này giúp tàu đạt tốc độ tối đa đạt 30 hải lý/h (56 km/h), phạm vi hoạt động 6.000 hải lý, tốc độ hành trình 18 hải lý/h.

## Tính năng
Khác với các tàu lớp Hyuga có khả năng hoạt động tác chiến độc lập, việc radar và sonar đa chức năng được đơn giản hóa, trang bị hệ thống vũ khí tự vệ tối thiểu và không có ngư lôi chống tàu ngầm khiến Izumo dễ bị đối phương tấn công hơn, tàu không bao giờ rời cảng một mình. Mỗi lần tiến ra biển, Izumo luôn được hộ tống bởi các tàu khu trục có khả năng phòng không cao như tàu khu trục lớp Kongo, lớp Atago, lớp Maya, lớp Asahi và lớp Akizuki

### C4I
Hệ thống C4I hầu hết là phiên bản cập nhật của lớp Hyuga. Hệ thống chỉ huy chiến đấu là loại OYQ-12, đây là một phiên bản bị loại bỏ chức năng điều khiển vũ khí của OYQ-10, tuy nhiên cấu hình cơ bản vẫn như cũ. Hệ thống máy tính điều khiển AN/UYQ-70 được thay thế bằng hệ thống OYX-1 do Nhật tự sản xuất trong nước.
Việc kết nối các hệ thống điện tử trên tàu được thực hiện thông qua hệ thống mạng diện rộng NOYQ-1. Hệ thống này kết nối tất cả các thiết bị trên tàu thông qua hệ thống cáp quang tốc độ cao dưới dạng Gigabit Ethernet. Nhờ vậy, khả năng phản ứng và xử lý các tình huống của tàu được nâng lên đáng kể. Hệ thống thông tin liên lạc của tàu ngoài hoạt động trên tần sóng ngắn thông thường (HF), tần số rất cao (VHF) và tần số cực cao (UHF), còn có thể tham gia vào mạng dữ liệu tích hợp (JDN) và Hệ thống dữ liệu chiến thuật Hải quân (NTDS). Được liên kết thông qua hệ thống thông tin liên lạc cấp chiến thuật Link 14/11/16.
Đối với liên lạc vệ tinh, tàu đươc trang bị hệ thống liên lạc vệ tinh NORA-1C (hoạt động trên băng tần X) dùng để kết nối với vệ tinh SUPERBIRD B2, SUPERBIRD D, NORA-7 cho băng tầng rộng, NORQ-1 cho băng tầng Ku và AN/USC-42 kết nối với với vệ tinh liên lạc của Hải quân Mỹ. Việc liên lạc giữa các trực thăng và tàu mẹ được thực hiện bởi hệ thống liên kết dữ liệu ORQ-1C. Đây là phiên bản cải tiến của ORQ-1B, một phiên bản số hóa của hệ thống ORQ-1 TACLINK thông thường.

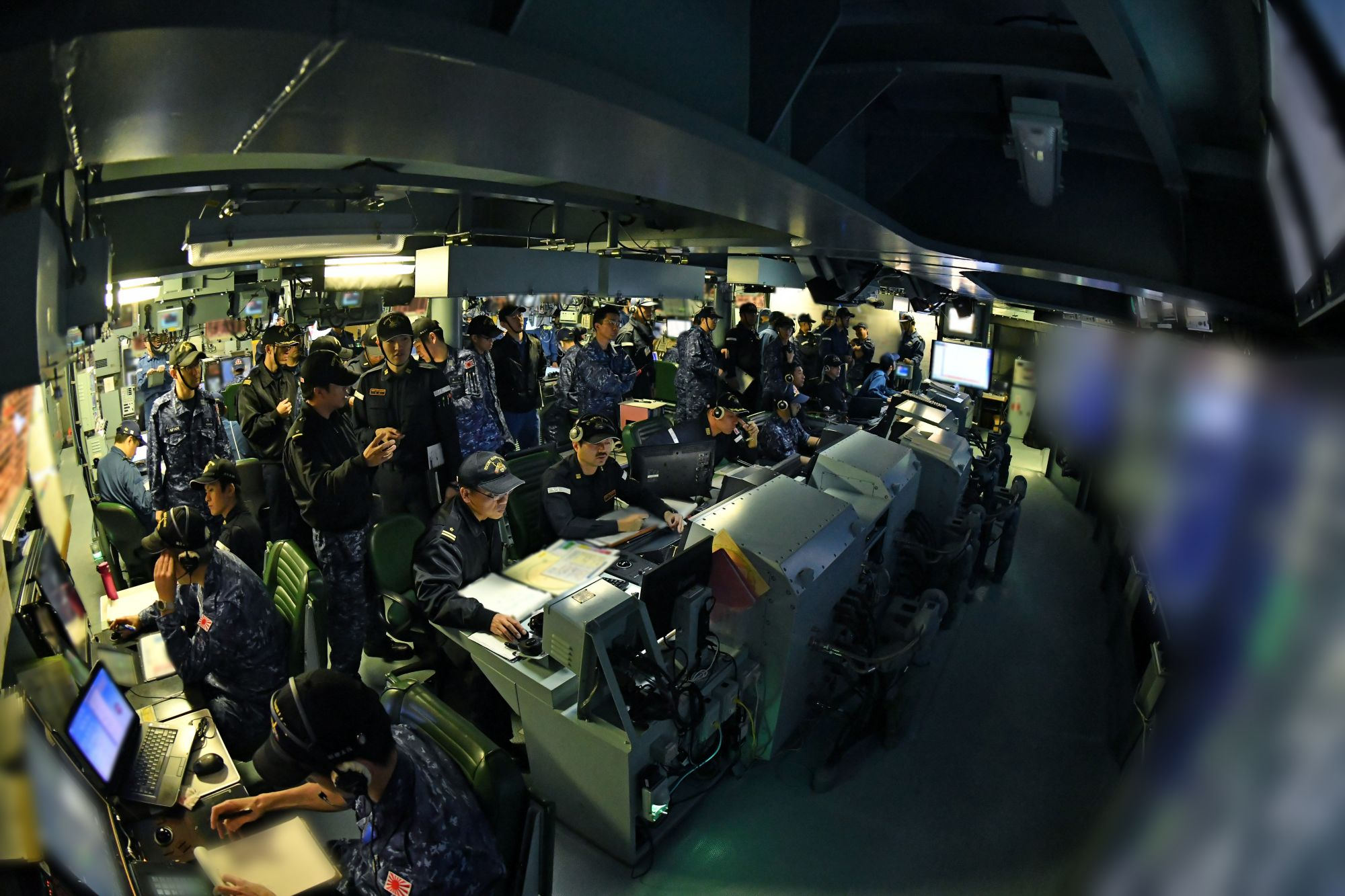
Phòng chỉ huy tác chiến (CIC) trên tàu JDS Izumo。
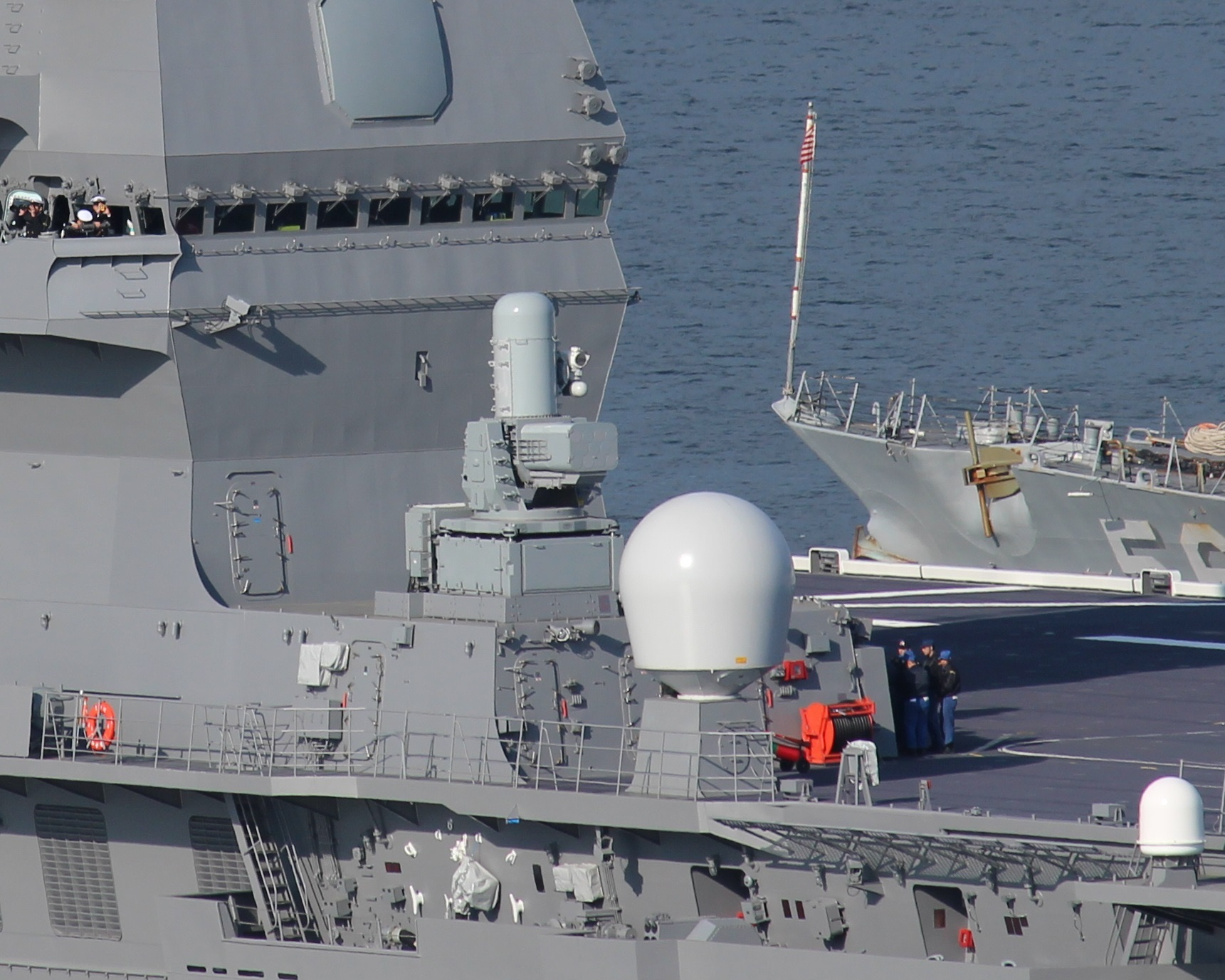
Hệ thống liên lạc vệ tinh NORA-1C
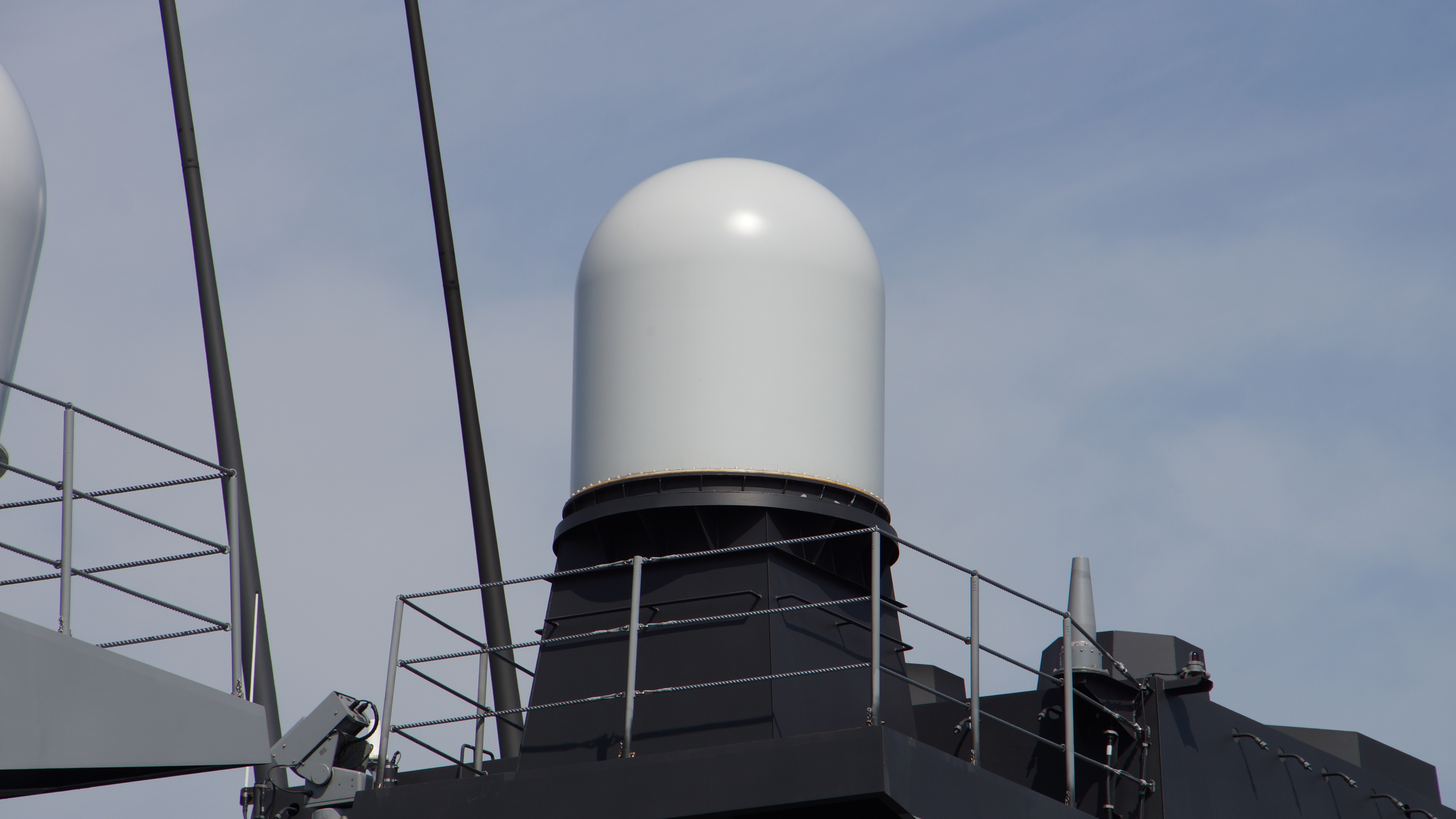
Hệ thống liên kết dữ liệu ORQ-1C
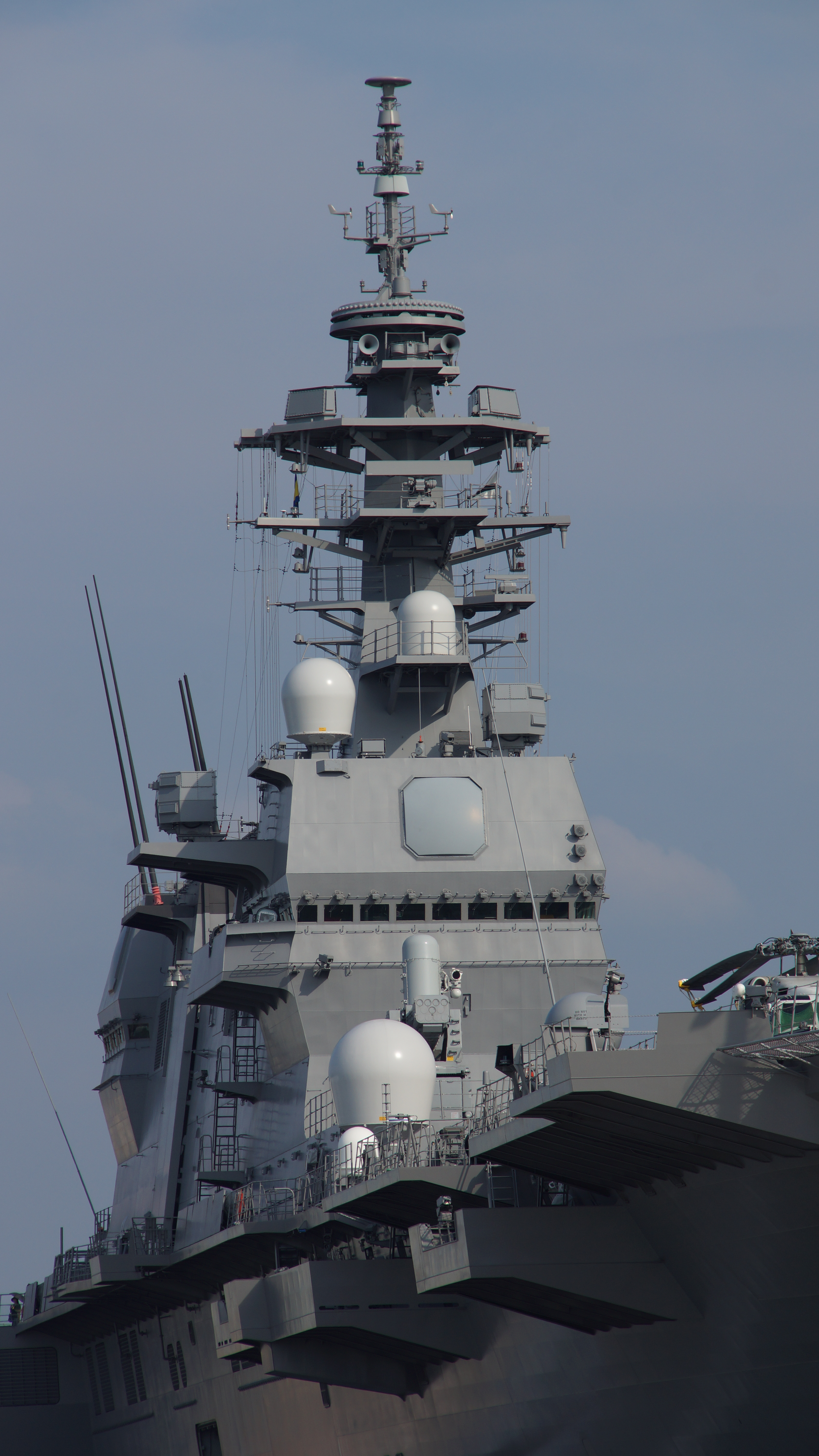
Hệ thống điện tử của JS Kaga

### Tính năng tác chiến
Như đã đề cập ở trên, hệ thống vũ khí trang bị trên tàu hầu như chỉ giới hạn ở mức độ tự vệ.

#### Phòng không
Cảm biến chính của tàu Izumo là radar mạng pha 3 tham số (3D) đa chức năng OPS-50, chuyên dùng để định vị phòng không và kiểm soát không lưu. Tuy nhiên, do tàu được trang bị các hệ thống SeaRAM và Phalanx CIWS, cả hai đều có hệ thống điều khiển hỏa lực khép kín và không cần điều khiển hỏa lực bên ngoài, nên chức năng dẫn bắn tên lửa đã bị loại bỏ. OPS-50 hoạt động ở băng tần C (bước sóng từ 7,5 đến 3,75 cm) dùng để theo dõi và giám sát mục tiêu. Bốn bộ anten được lắp quay về mọi hướng, với mặt trước của tháp chỉ huy quay về 0 độ và 270 độ và mặt sau quay về 90 độ và 180 độ. Vì phần tử anten sử dụng chất bán dẫn dựa trên gallium nitride như FCS-3A, nên khoảng cách phát hiện được mở rộng khoảng 1,7 lần so với FCS-3. Ở JDS Kaga, OPS-50 đã được thay thế bằng loại OPS-50A hiện đại hơn. Tàu còn được trang bị radar chuyển hướng, dẫn đường OPS-20E

Hoả lực phòng không tầm gần của tàu là các hệ thống SeaRAM và Phalanx CIWS. Các tàu lớp Izumo ban đầu được trang bị các hệ thống Mk-15 Block 1A. Trong quá trình cải tạo quy mô lớn được thực hiện vào năm 2020, các hệ thống này đã được thay thế bằng phiên bản Block 1B Baseline 2. Sea RAM là một hệ thống 11 ống phóng dùng để phóng tên lửa phòng không RIM-116. Tầm bắn tối đa là 15 km, ngắn hơn nhiều so với tên lửa phòng không RIM-162 ESSM được trang bị trên lớp Hyuga (tầm bắn tối đa >50 km). Tàu khu trục lớp Izumo cũng là lớp tàu đầu tiên của JMSDF được trang bị hệ thống này.

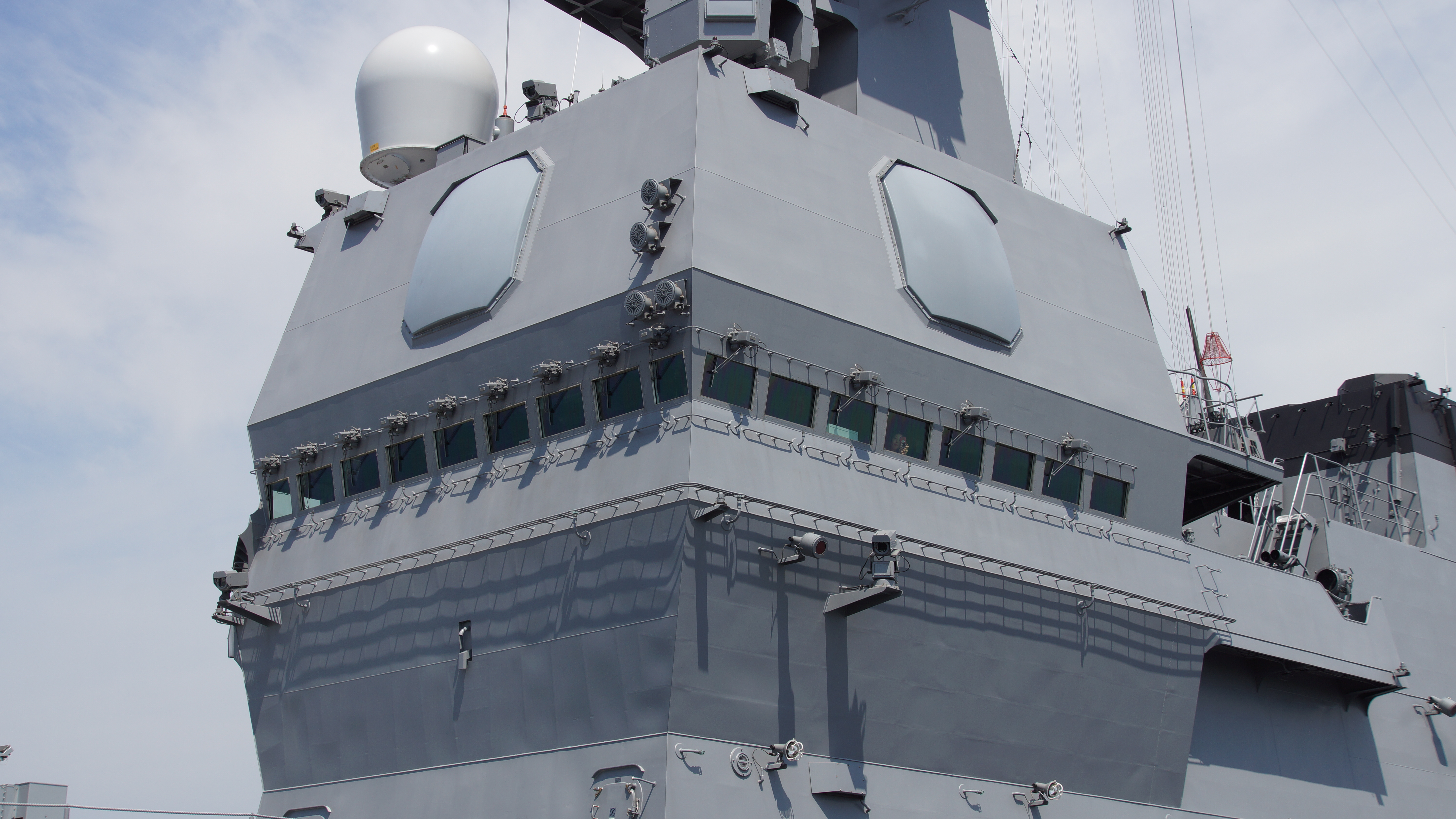
Radar mạng pha 3 tham số (3D) đa chức năng OPS-50.
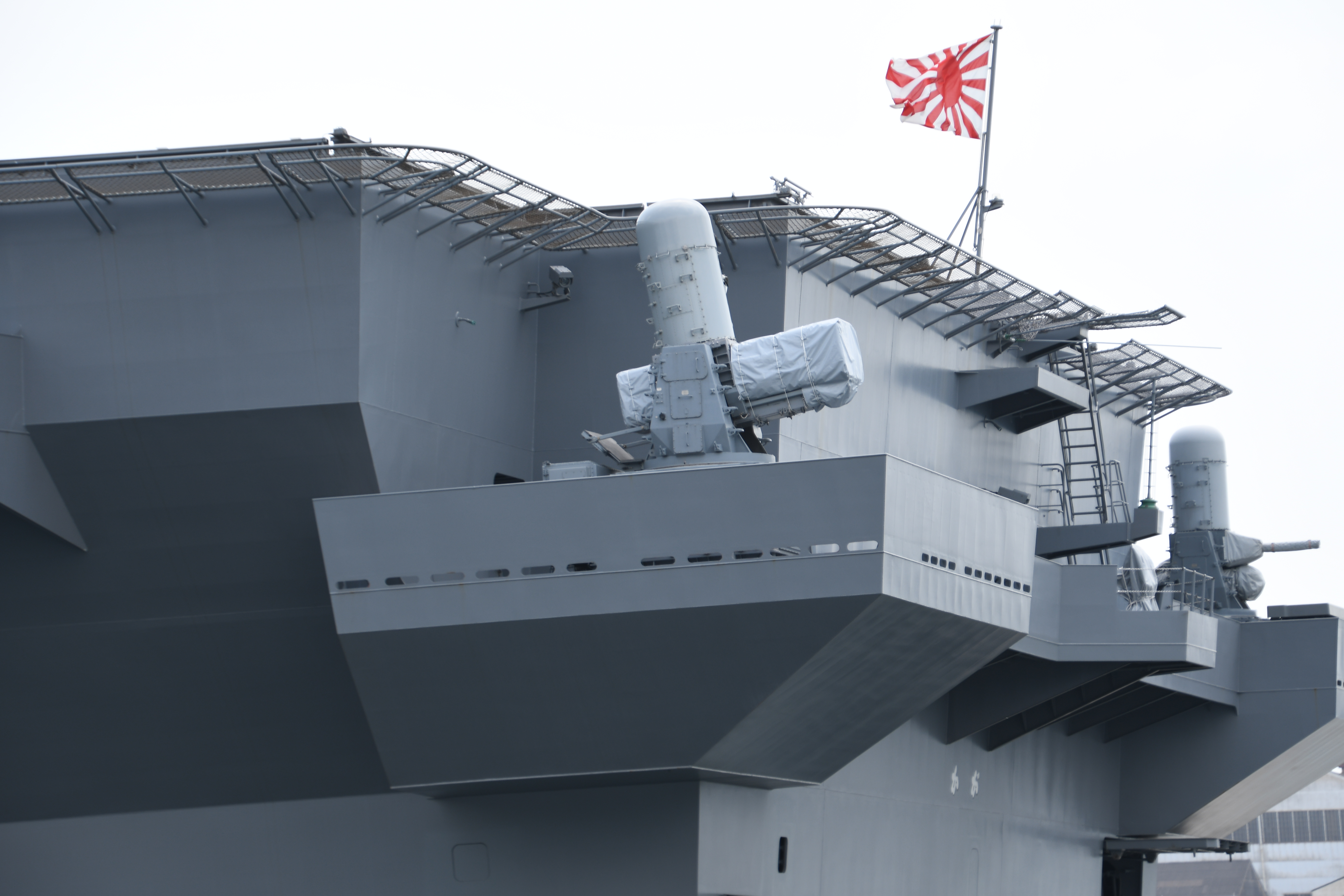
SeaRAM (phía trước bên trái) và Phalanx CIWS (phía sau bên phải) ở phía đuôi tàu JDS Kaga
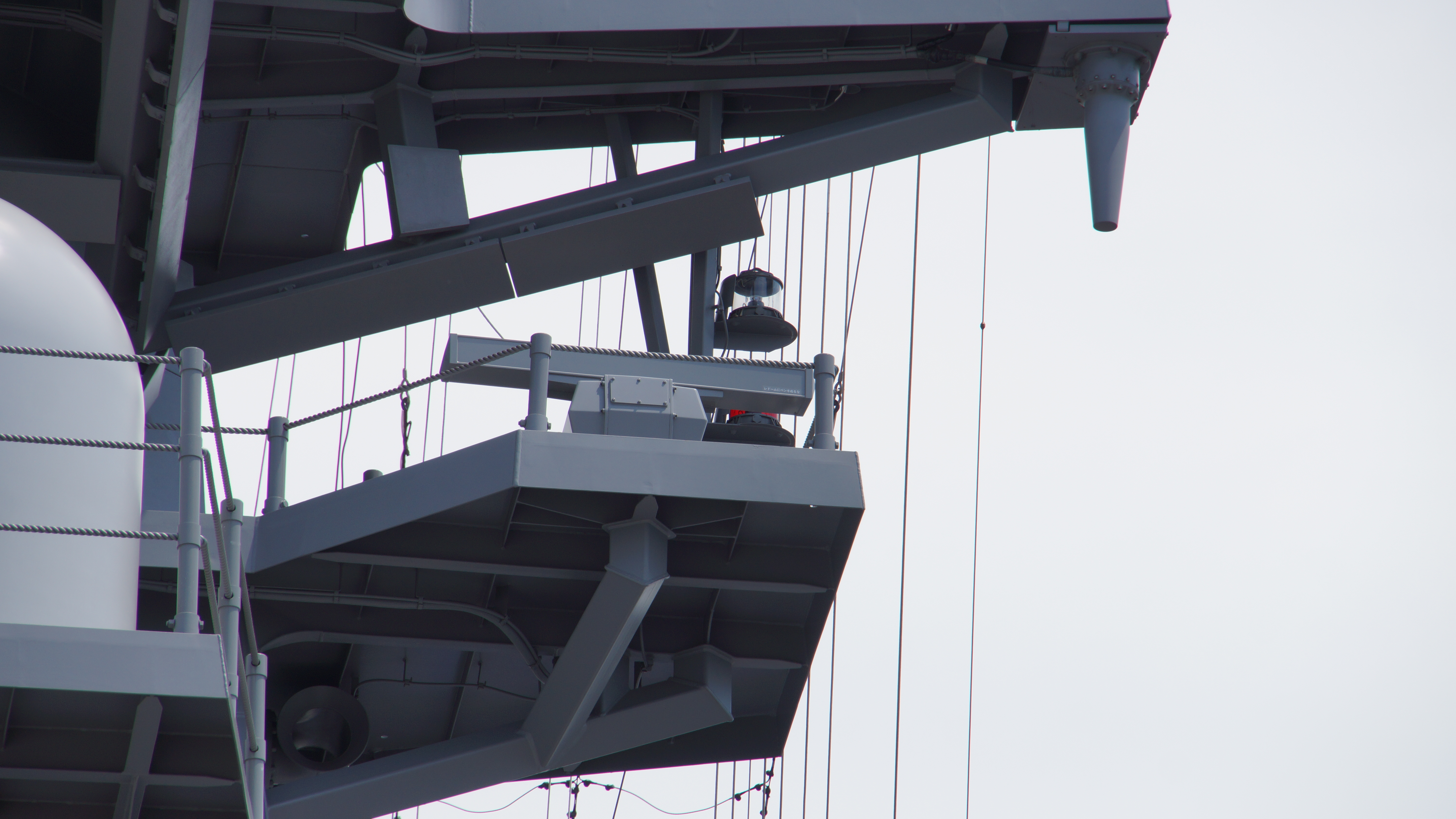
Radar chuyển hướng, dẫn đường OPS-20E

#### Chống hạm/chống ngầm

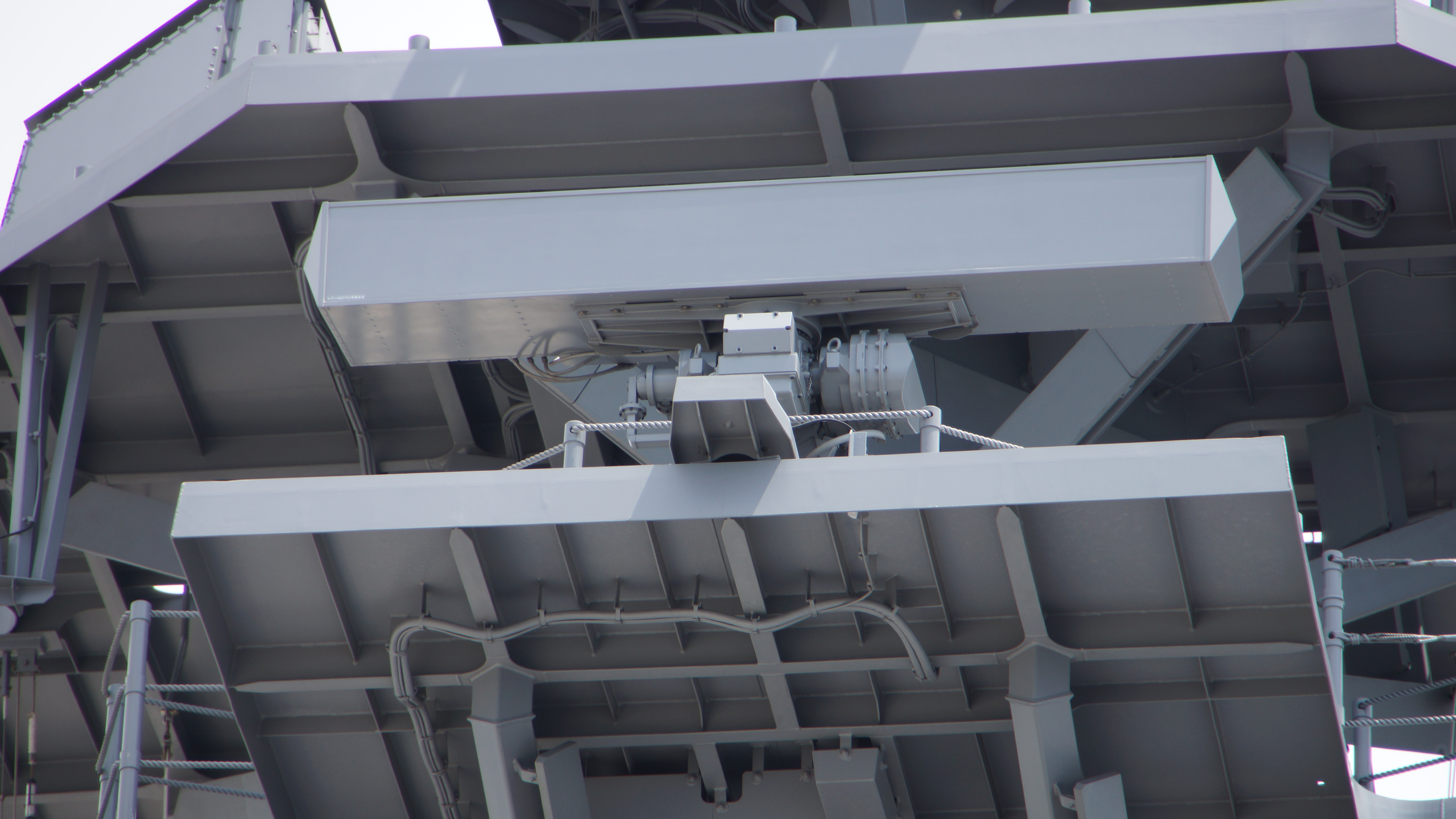
Radar định vị nhận dạng và theo dõi mục tiêu mặt nước OPS-28F

Trong tác chiến chống ngầm, tàu được trang bị sonar kết hợp chủ/bị động phát hiện và xác định vị trí tàu ngầm OQQ-23 gắn cố định trong quả cầu hình giọt nước ở mũi tàu. Tàu còn được trang bị radar định vị nhận dạng và theo dõi mục tiêu mặt nước OPS-28F.
Các hệ thống tác chiến điện tử của Izumo bao gồm hệ thống tác chiến điện tử NOLQ-3D-1 ESM/ECM và hệ thống mồi bẫy Mk-137 SRBOC. Hệ thống NOLQ-3C được cấu thành bởi hai bộ phận chính là trinh sát điện tử và gây nhiễu điện tử. NOLQ-3D-1 được điều khiển bởi một máy tính tốc độ cao có khả năng xử lý, quản lý hàng nghìn phép tính/giây và được vận hành bằng phương thức tự động hoặc bán tự động. Trong đó, bộ phận trinh sát điện tử sử dụng băng tần hỗ hợp nên có khả năng mở rộng dải trinh sát với độ chính xác lên tới 1 độ và phạm vi bao phủ 360 độ. Còn bộ phận gây nhiễu điện tử được cấu thành bởi 4 annten, mỗi anten có khả năng tác nghiệp một góc 90 độ với tổng cộng 140 dải tần số khác nhau. Hệ thống này có thể cùng một lúc gây nhiễu đối với 80 bộ radar với thời gian phản ứng trước các tình huống cực ngắn.
Hệ thống Mk-137 SRBOC có bán kính tác chiến gây nhiễn là 4 km; công suất gây nhiễu từ 7 - 8 kW; công suất gây nhiễu hồng ngoại từ 3 - 5 kW; độ cao tác chiến là 150m, độ trễ là 3,5 - 0,5 giây; thời gian hình thành khu vực gây nhiễu là 8,5 giây; thời gian hình thành tường hồng ngoại gây nhiễu là 6 giây. Cơ chế hoạt động của Mk-137 đó là phóng ra các quả rocket chứa nhiều lá nhôm để tạo các mục tiêu giả qua đó đánh lừa hệ thống đầu dò mục tiêu trên tên lửa của đối phương, từ đó khiến tên lửa đối phương bắn nhầm mục tiêu.
Ngoài ra, tàu còn có hệ thống phòng thủ ngư lôi OLQ-1. OLQ-1 bao gồm hệ thống gây nhiễu bằng âm thanh FAJ và hệ thống phóng mồi nhử tự hành MOD. Khi hệ thống sonar của tàu cung cấp thông tin đo đạc và phương vị của ngư lôi, căn cứ vào tín hiệu cảnh báo mối đe dọa, hệ thống MOD sẽ phóng mồi bẫy ngư lôi về hướng của mối đe dọa, cùng lúc đó hệ thống FAJ sẽ tạo ra phương thức gây nhiễu tiếng ồn, cách ly sự tiếp xúc giữa ngư lôi và mục tiêu, sau đó MOD lại phóng tiếp một hoặc nhiều mồi bẫy khác, sử dụng tín hiệu hoàn toàn giống với tàu thật, đánh lừa ngư lôi di chuyển ra xa tàu. Sau đó, mồi bẫy âm thanh tự hành sẽ chuyển từ chế độ gây nhiễu sang chế độ mồi nhử, nhử ngư lôi rời xa tàu. Khoảng cách phát tín hiệu tối đa khoảng 1000m, thời gian hoạt động gây nhiễu khoảng 7 phút.

### Tính năng vận tải / y tế / tiếp liệu
Ngoài các nhiệm chiến đấu, các tàu lớp Izumo còn được huy động trong các hoạt động gìn giữ hòa bình và cứu trợ thảm họa. Tàu có khả năng vận chuyển 400 lính và 50 xe tải 3,5 tấn (hoặc thiết bị tương đương), nó cũng có thể chứa hệ thống tên lửa đất đối không PAC-3 của Lực lượng Phòng vệ trên không Nhật Bản. Tuy nhiên, tàu không thể chuyên chở các phương tiện hạng nặng như xe tăng.
Izumo cũng có khả năng tiếp nhiên liệu cho các tàu khác trên biển (3.300 kL dầu và nước ngọt cho ba tàu khu trục). Boong 1 của tháp chỉ huy được trang bị tời kéo ... có thể tiếp nhiên liệu trên biển bằng phương pháp dây nhịp.
Dựa trên mô hình hệ thống y tế của tàu tiếp liệu lớp Mashū, trên tàu cũng được trang bị một cơ sở y tế tương đương với một bệnh viện dã chiến cấp sư đoàn hoặc quân đoàn, hoặc bệnh viện đa khoa của một thành phố 250.000 dân, đồng bộ cả nha khoa, chẩn đoán, chuyên gia phẫu thuật và các khả năng y tế, vệ sinh thực phẩm và các khả năng tâm lý học. Một hệ thống điều khiển y học từ xa dựa trên hệ thống vệ tinh cho phép thực hiện các phẫu thuật chuyên ngành phức tạp.
Cơ sơ y tế này bao gồm 20 phòng và 69 giường bệnh, trong đó 7 phòng để chăm sóc đặc biệt. Có hai phòng mổ với đầy đủ phòng chụp X quang và siêu âm số, và nó có thể được gắn với một máy quét CT điều khiển từ xa. Kho thuốc trên tàu có đủ số lượng thuốc cho nhiều loại bệnh khác nhau từ cảm cúm, sốt cho tới các loại kháng sinh liều cao, thuốc giảm đau, thuốc an thần. Đặc biệt là các thuốc giảm đau dạng gây nghiện như Morphin thường có lượng dự trữ rất cao, đề phòng trường hợp các thủy thủ bị thương nặng trong khi giao tranh. Trong trường hợp khẩn cấp, 50 giường bệnh có thể được lắp đặt nhanh chóng ngay trong khoang chứa máy bay trực thăng để tăng cường năng lực của bệnh viện.

## Nâng cấp

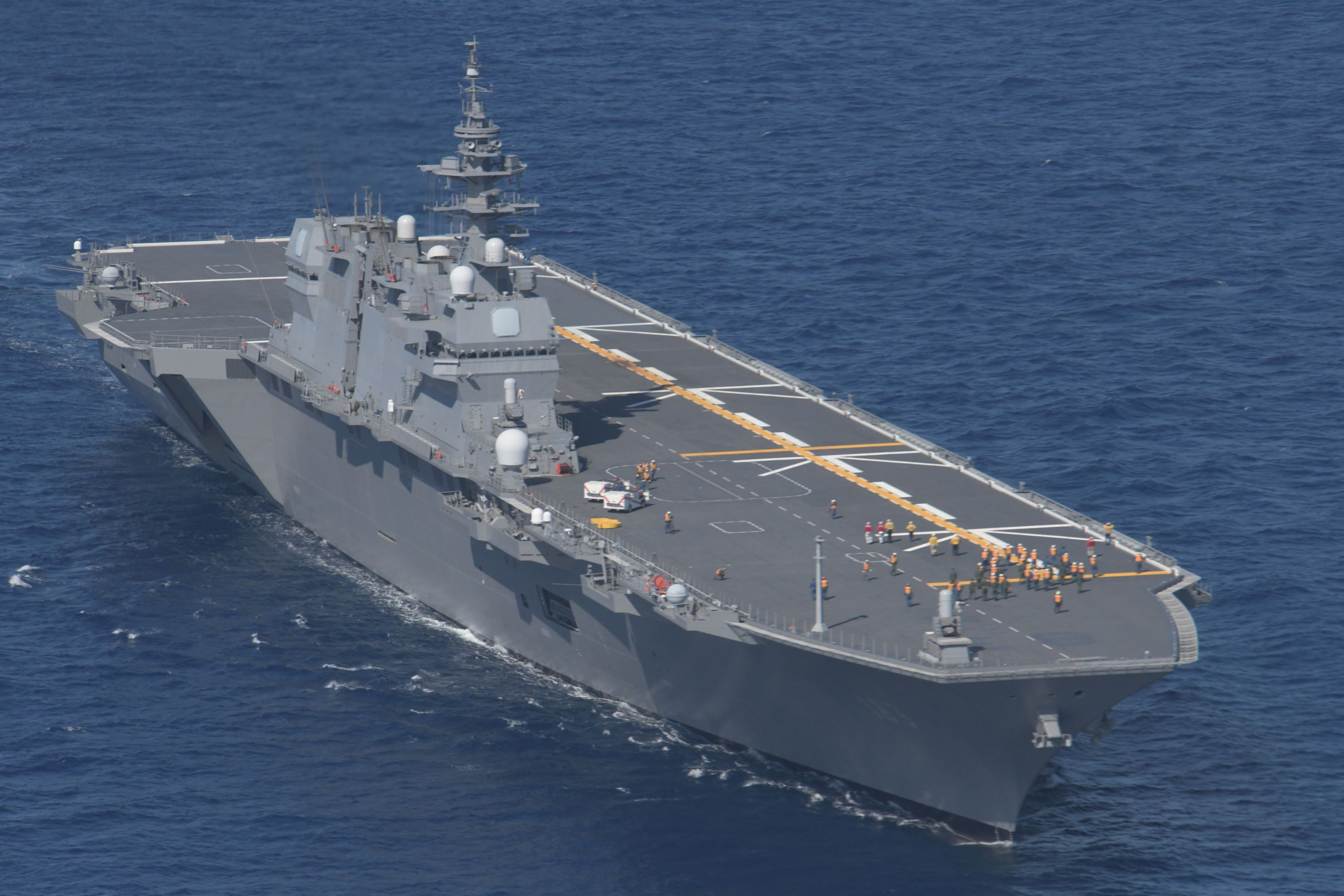
JDS Izumo trong giai đoạn đầu của chương trình nâng cấp.

Vào ngày 18 tháng 12 năm 2018, Nội các Nhật Bản đã chấp thuận kế hoạch nâng cấp các tàu lớp Izumo để trang bị máy bay cánh cố định. Chương trình nâng cấp được chia thành 2 đợt, lần nâng cấp thứ nhất bao gồm: thêm một đoạn đường nối ở cuối đường băng, tăng cường năng lực kiểm soát không lưu và cải tạo bề mặt đường băng để có thể chịu trọng lượng bổ sung của các máy bay phản lực STOVL F-35B, cũng như sức nóng và áp lực từ động cơ của chúng khi hạ cánh thẳng đứng.
Chương trình nâng cấp đợt 1 được hoàn thành lần lượt vào năm 2020 (JDS Izumo) và 2021 (JDS Kaga). Chi phí sửa chữa, nâng cấp của giai đoạn này là 3,1 tỷ yên. Từ ngày 3 đến ngày 7 tháng 10 năm 2021, trong khuôn khổ các cuộc tập trận đổ bộ đường không ở Thái Bình Dương, các máy bay F-35B của Thủy quân lục chiến Mỹ đã thử nghiệm thành công khả năng cất hạ cánh trên tàu JDS Izumo DDH-183. Đây cũng là lần đầu tiên máy bay cánh cố định hoạt động trên tàu chiến của JMSDF kể từ sau Chiến tranh thế giới thứ hai.

Trong lần nâng cấp thứ 2, lớp Izumo dự kiến được trang bị hệ thống tự động điều khiển cất cách và hạ cánh JPALS do Hải quân Mỹ và Công ty Raytheon hợp tác phát triển. JPALS là một hệ thống hoạt động trong mọi thời tiết, tự động hướng dẫn các máy bay quân sự như F-35B và Osprey hạ cánh an toàn và chính xác bằng cách sử dụng tín hiệu vệ tinh GPS và hệ thống định vị quán tính (INS). Chi phí mua thiết bị dẫn đường dự kiến là 3,6 tỷ yên, và chi phí hỗ trợ kỹ thuật từ Quân đội Mỹ là 1,2 tỷ yên. Ngoài ra, cùng với hoạt động của F-35B, các khoang bên trong cũng sẽ được cải tiến trong giai đoạn này

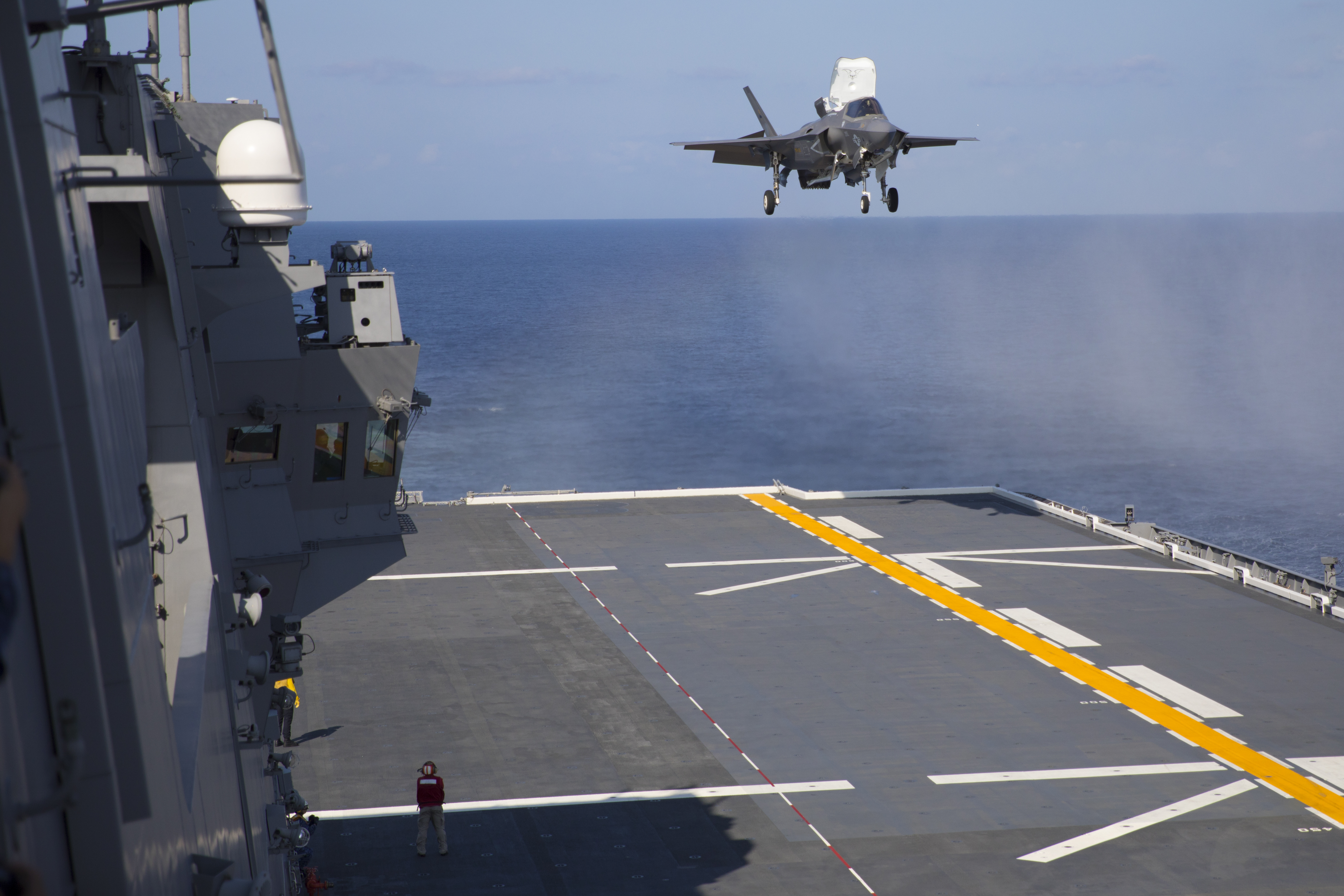
F-35B đang hạ cánh. Khu vực xung quanh điểm 4 và 5 được phủ một lớp sơn cách nhiệt.
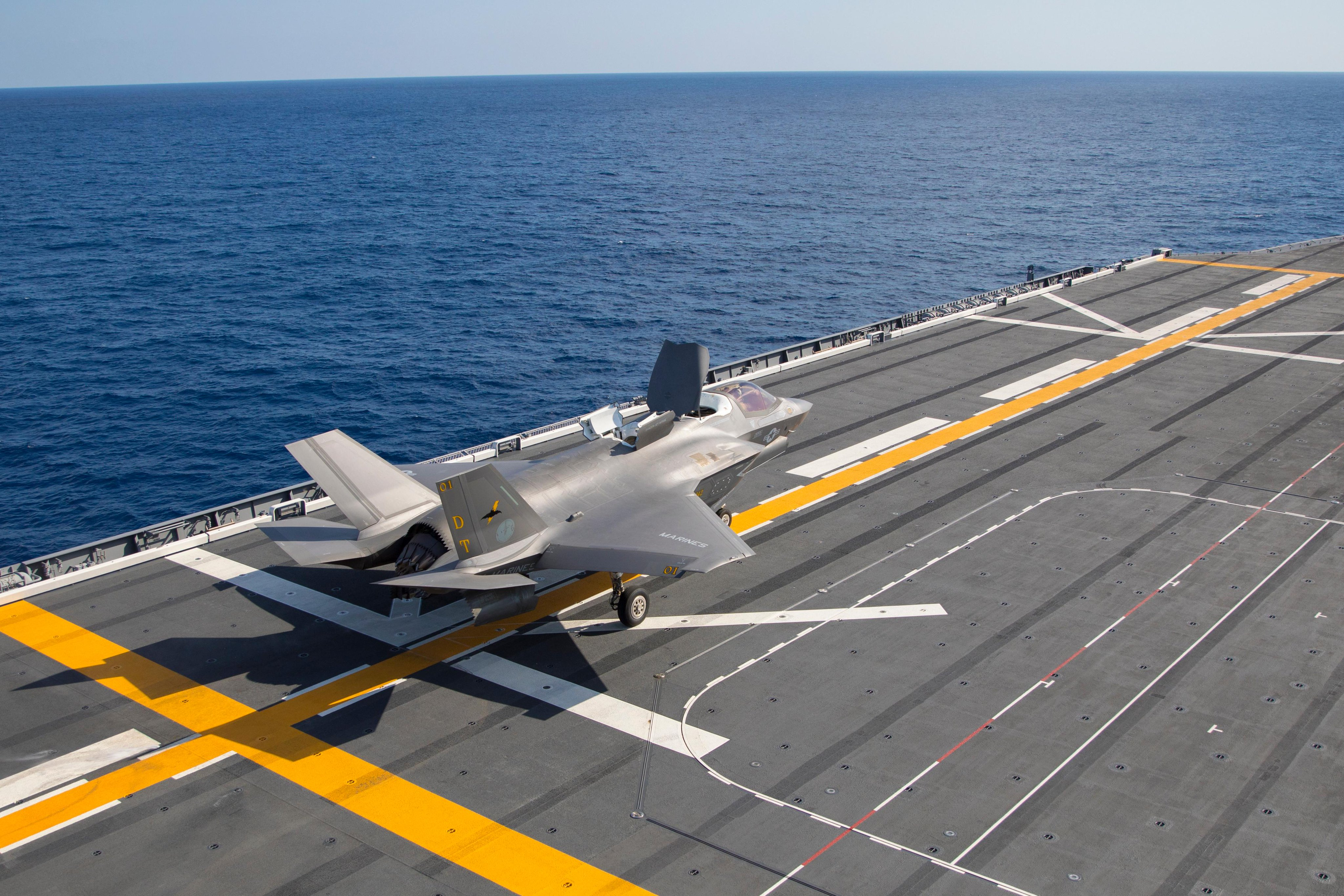
F-35B thử nghiệm cất cánh trên đường băng ngắn.

## Danh sách
| Hình ảnh | Số hiệu | Tên   | Hạ lườn                  | Hạ thủy                 | Đưa vào phục vụ          | Căn cứ chính       |
| -------- | ------- | ----- | ------------------------ | ----------------------- | ------------------------ | ------------------ |
|          | DDH-183 | Izumo | 27 tháng 1 năm 2012      | Ngày 6 tháng 8 năm 2013 | 25 tháng 3 năm 2015      | Yokosuka, Kanagawa |
|          | DDH-184 | Kaga  | Ngày 7 tháng 10 năm 2013 | 27 tháng 8 năm 2015     | Ngày 22 tháng 3 năm 2017 | Kure, Hiroshima    |